# Hohenstaufen

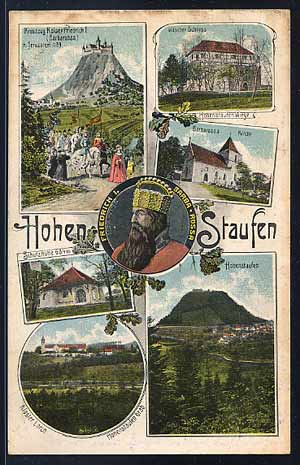
Het huis Hohenstaufen op een ansichtkaart uit 1905

Het huis Hohenstaufen was een Zwabisch vorstenhuis dat in de 12e en 13e eeuw verschillende Duitse koningen en keizers voortbracht. De naam van het vorstenhuis is afgeleid van het kasteel Hohenstaufen op de Staufenberg, aan de noordrand van de Zwabische Jura bij Göppingen.

## Geschiedenis van het vorstenhuis
Het oudst bekende lid van het vorstenhuis droeg de naam Frederik. Van hem is slechts bekend dat zijn zus met een graaf Berthold in Breisgau gehuwd was. Zijn zoon, eveneens Frederik genaamd, wordt halverwege de 11e eeuw in oorkondes vermeld als paltsgraaf in Zwaben. Van diens zoon, wederom Frederik genaamd, is bekend dat deze zijn bewindscentrum had gevestigd in de burcht Büren, die gestaan zou hebben bij het dorp Büren in Württemberg. Mogelijk wordt hiermee het huidige Wäschenbeuren bij Göppingen bedoeld. Huwelijken uit die generatie Hohenstaufen laten zien dat de familie halverwege de 11e eeuw al tot de invloedrijkste adellijke geslachten in het zuidwesten van Duitsland behoorde. Niettemin moet het grondbezit op dat moment nog erg klein zijn geweest.
De eerste exact aantoonbare datum in de familiegeschiedenis, het jaar 1079 is bovendien van groot belang voor de betekenis van het geslacht, omdat Frederik I in dat jaar trouwde met een dochter van keizer Hendrik IV, Agnes, en door Hendrik IV tot hertog van Zwaben werd benoemd. Frederik I liet vervolgens de burcht Stauf bouwen en stichtte het klooster Lorch, dat als huisklooster voor de familie ging dienen. Bovendien breidde hij samen met zijn zonen Frederik II en Koenraad het grondbezit van de familie aanzienlijk uit. In dezelfde periode werden de Hohenstaufen in het zuidwesten van het Heilige Roomse Rijk de belangrijkste bondgenoten van het Frankisch-Salische geslacht der Liudolfingen.
Frederik II huwde Judith, de dochter van Hendrik de Zwarte, hertog van Beieren uit het geslacht der Welfen, en volgde zijn vader op als hertog van Zwaben. Koenraad kreeg van de opvolger van Hendrik IV, diens zoon Hendrik V, het hertogdom Franken in leen. Doordat Hendrik V in 1125 kinderloos overleed, stierf het Frankisch-Salische huis uit. Als zonen van het laatste vrouwelijke lid van het geslacht Liudolfingen maakten Frederik II en zijn broer Koenraad beiden aanspraak op de troon van het Heilige Roomse Rijk. Daarnaast stelden echter ook de families der Welfen en Saksen zich kandidaat voor de troon. De oude Saksische hertog Lotharius werd vervolgens tot keizer gekroond. Hertog Hendrik IX van Beieren had tegen de verwachting in Lotharius gesteund en niet zijn eigen schoonzoon Frederik II, omdat Lotharius zijn enige dochter Gertrudis uithuwelijkte aan Hendrik de Trotse, zoon van Hendrik IX, wat zorgde voor spanningen tussen de geslachten der Welfen en Hohenstaufen. In de daaropvolgende jaren braken er bovendien ruzies uit tussen de families over de verdeling van de grond van het voormalige Frankisch-Salische huis. Uiteindelijk moesten echter ook de Hohenstaufen zich aan de macht van Lotharius onderwerpen. Toen Lotharius echter in 1137 overleed, werd Koenraad alsnog naar voren geschoven en werd hij als Koenraad III tot Duitse koning gekozen. Hij wist zich te handhaven ten opzichte van Hendrik de Trotse, wat de onderlinge verstandhoudingen tussen de beide families verder verslechterde. 
Koenraad III onderhield goede contacten met Byzantium. In Italië kon hij echter weinig uitrichten en hij kon dan ook geen keizerskroning afdwingen. Desondanks slaagden de Hohenstaufen er in de daaropvolgende jaren geleidelijk in hun macht uit te breiden.

### Frederik I Barbarossa

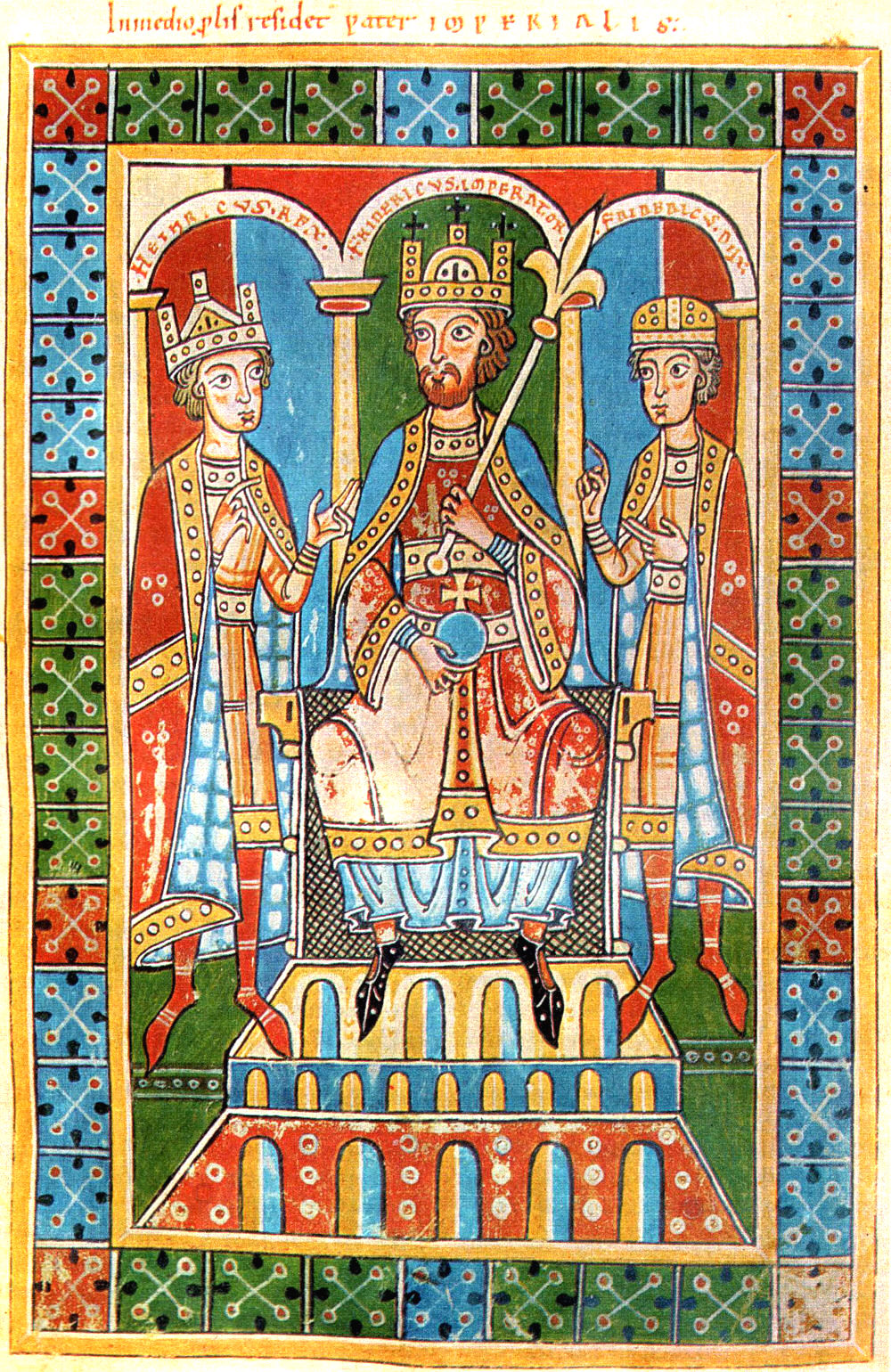
Keizer Frederik I Barbarossa met zijn zonen

Na de dood van Koenraad III in 1152 kozen de vorsten Frederik I, de zoon van Koenraads broer Frederik II van Zwaben, tot koning. Frederik, ook Barbarossa genoemd, was via maternale zijde verwant was aan het geslacht der Welfen. Zijn moeder was namelijk Judith Welf, zuster van Hendrik de Trotse en dochter van Hendrik de Zwarte. Door zijn verkiezing op 4 maart 1152 in Frankfurt am Main kwam er een einde aan de lange vete tussen de beide families. Echte eensgezindheid werd bereikt in 1156 met de toenmalige dubbelhertog van Saksen en Beieren, Hendrik de Leeuw, de halfbroer van Barbarossa. Na verloop van jaren kon deze man zich echter niet langer zonder tegenprestatie verenigen met het in Italië gevoerde beleid van zijn bloedverwant, wat in 1180 leidde tot zijn afzetting. Barbarossa stond lijnrecht tegenover paus Alexander III, die bekendstond als keizerhater. Paus Alexander III kreeg hulp van de naar autonomie strevende Noord-Italiaanse steden, die in 1167 het Verbond van Lombardije hadden gesloten. Barbarossa, die eigenhandig tegenpausen had benoemd, kon zelfs met militaire middelen zijn doelen (onderwerping van de steden en een sterke keizerlijke afhankelijkheid van het Vaticaan) niet bereiken en werd genoodzaakt in 1177 bij de Vrede van Venetië paus Alexander III te erkennen. Kort daarop sloot hij tevens vrede met de Noord-Italiaanse steden uit het Verbond van Lombardije. Wel slaagde Barbarossa er in zijn op een na oudste zoon Hendrik VI te laten trouwen met Constance, prinses der Normandiërs, dochter van koning Rogier II van Sicilië. Verder breidde hij het grondgebied van de Hohenstaufen verder uit. Zo verwierf hij in 1156 het paltsgraafschap aan de Rijn, dat tot 1193 tot de familiebezittingen zou behoren. In de Elzas en in Zwaben, waar zijn op twee na oudste zoon Frederik V van Zwaben regeerde, liet Barbarossa de huisbezittingen centraal beheren, waarbij hij de bezittingen van de Welfen in Zwaben zelfs opkocht van zijn zwager Welf VI. Verder liet Barbarossa in samenwerking met de hertogen die ondergeschikt aan hem waren vele steden, zoals Freiburg en München, bouwen om de enorme bevolkingsgroei op te vangen. In 1190 stierf Barbarossa op een kruistocht naar Anatolië.

### Hendrik VI
Zijn opvolger Hendrik VI huwde met Constance van Sicilië en streefde naar de macht over het Zuid-Italiaans Normandische rijk ((Unio regni ad imperium)), waarin hij in 1194 na enkele tegenslagen slaagde. Hierdoor reikte het imperium van Hohenstaufen van de Noord- en Oostzee tot aan Sicilië. Wel brouilleerde hij zich met het pausdom vanwege zijn Italië-politiek. Zijn droom om via een kruistocht het Heilige Graf te bevrijden en heerser te worden over Byzantium kon hij niet verwezenlijken, omdat hij in 1197 overleed. Na zijn dood ontstond een tweestrijd om de troon tussen de Hohenstaufer Filips van Zwaben en de Welf Otto IV. Een deel van de vorsten in het rijk steunde Filips, het grootste deel koos echter voor Otto IV tot koning. Nadat Filips in 1208 vermoord werd en Otto IV daarop een agressieve Italië-politiek propageerde, riep paus Innocentius III, die daarvoor immer het geslacht der Welfen had gesteund, op tot kroning van een nieuwe koning. In 1211 werd de zoon van Hendrik VI, Frederik II, die toen zijn vader stierf nog minderjarig was, tot koning gekroond.

### Frederik II
Keizer Frederik II, die later de bijnaam stupor mundi (de verbazing van de wereld) kreeg, geldt als het wonderkind ten tijde van de Rooms-Duitse keizers in de middeleeuwen. Hij was goed onderlegd, sprak meerdere talen en toonde gedurende zijn hele leven interesse voor de islam, wat hem echter niet ervan weerhield om ketters van het christendom te vervolgen. Opgegroeid in het door hem geliefde koninkrijk Sicilië trok hij in 1212 naar Duitsland. Hij kreeg al gauw het Staufische zuidwesten in handen en Otto IV werd gedwongen tot terugtrekking naar het noorden. Frederik II kwam weer aan de macht in Duitsland nadat Otto IV als bondgenoot van Jan zonder Land, koning van Engeland, en van Ferrand, graaf van Vlaanderen, in de Slag bij Bouvines zijn meerdere had moeten erkennen in de Franse koning Filips II Augustus.
In 1220 werd Frederik II ook tot keizer in Rome gekroond en zijn zoon Hendrik (VII) tot koning in Aken zodat hij zichzelf kon toespitsen op het bestuur van het Siciliaanse Rijk. Hier voerde hij allerlei hervormingen door en stichtte de eerste staatsuniversiteit. Hij bevocht de Arabieren op Sicilië en maakte hen na hun overgave tot lijfwacht. Frederik II kwam in conflict met het pausdom toen hij geen geld in het laatje legde voor de beloofde kruistocht en door de anticommunale politiek van zijn grootvader Barbarossa te kopiëren de pauselijk suprematie afwees. Hij werd daarop door paus Gregorius IX in de ban gedaan, maar reisde in 1228 toch nog naar het Heilige Land, waar hij met behulp van diplomatie tot een wapenstilstand kwam en zich vervolgens zelf tot koning van Jeruzalem kroonde.
Teruggekeerd in Italië stuitte hij op pauselijke troepen, die het rijk waren binnengevallen. Frederik II hield zich echter staande en sloot in 1230 vrede met de paus. Daarop trok hij naar Duitsland, waar zijn zoon Hendrik VII zich de woede op zijn hals had gehaald door tegen de landsvorsten te ageren. Frederik II zag zich genoodzaakt hem af te zetten en werd in 1232 gedwongen de rechten van de landsvorsten in een verdrag te erkennen. In deze Statutum in favorem principum, een verdrag dat leek op hetgeen hij in 1213 met de kerkelijke vorsten had gesloten, gaf hij diverse koninklijke rechten op. Zijn op een na oudste zoon Koenraad IV werd gekroond tot koning van Duitsland. Daarna ging Frederik II terug naar Italië, waar de steden van het Lombardische Liga in opstand waren gekomen. In 1237 slaagde hij erin om ze te verslaan bij Cortenuova, maar daarop werd hij opnieuw in de ban gedaan door de paus, die zich niet kon verenigen met zijn Italië-politiek.
De daaropvolgende jaren werden gekenmerkt door een strijd tussen zijn rijk en de kerk, waarbij beide wereldmachten naast militaire middelen steeds vaker oorlog voerden door propaganda in te zetten. Frederik II werd door de paus voor antichrist uitgemaakt, terwijl Frederik II de paus op zijn beurt verweet zuivere machtspolitiek te voeren. Gregorius' opvolger, paus Innocentius IV, eigenlijk een Ghibellijn, zette diens harde politiek voort en ontnam Frederik II in 1245 de keizerstitel, een maatregel die kwaad bloed zette bij een groot deel van de door de katholieke kerk beheerste wereld.
Frederik II hield echter stand tot zijn onverwachte dood in 1250. In zijn testament had hij laten opnemen dat hij, hoewel hij stierf als banneling, toch graag tot een overeenstemming met het pausdom zou zijn gekomen.

### Het einde van de Hohenstaufen-dynastie
De dood van Frederik II luidde het einde van de heerschappij van het geslacht der Hohenstaufen in. Koenraad IV nam het stokje over, maar overleed plotseling en vroegtijdig in 1254. Hij werd nooit tot keizer gekroond. Zijn halfbroer Manfred liet het leven in de slag bij Benevento in 1266, Koenraads zoon Konradijn van Hohenstaufen werd in 1268 in Napels onthoofd. Na een zogenoemd interregnum van twintig jaar werd Rudolf I als eerste koning uit het huis Habsburg gekozen.

## Hohenstaufen en het nazisme
Het huis Hohenstaufen werd door de nazi's gezien als een voorbeeld. Zij keken met veel bewondering naar datgene wat in het verleden door de leden van het huis Hohenstaufen bereikt was. Hun bewondering was dusdanig groot, dat zij zelfs een van hun belangrijkste pantserdivisies, de 9e SS-pantserdivisie ernaar hebben vernoemd. Een afbeelding van Frederik I Barbarossa hing prominent in de werkkamer van Adolf Hitler en de inval in Rusland op 22 juni 1941, de belangrijkste en meest prestigieuze van allen, kreeg als codenaam zijn bijnaam mee: Operatie Barbarossa.

## Rooms-koningen van de Hohenstaufen-dynastie
- Koenraad III, koning 1138-1152
- Keizer Frederik I Barbarossa, koning 1152-1190, keizer vanaf 1155
- Keizer Hendrik VI, koning 1190-1197, keizer vanaf 1191
- Filips van Zwaben, koning 1198-1208
- Keizer Frederik II, koning 1212-1220, keizer 1220-1250
- Hendrik VII, koning 1222-1235
- Koenraad IV, koning 1237-1254